# Druhá Otobaja
Druhá Otobaja (abchazsky Аҩбатәи Отобаиа nebo Отобаиа II, gruzínsky მეორე ოტობაია – Meore Otobaia) je vesnice v Abcházii v okrese Gali. Leží přibližně 30 km jihozápadně od okresního města Gali. Na západě sousedí s Pičorou, na severozápadě a severu s První Otobajou, na východě se nachází hranice s Gruzií, za níž se nacházejí Orsantia a Darčeli z kraje Samegrelo – Horní Svanetie na levém břehu řeky Inguri, a na jihu s Ganardžiis Muchuri, rovněž z gruzínského kraje Samegrelo – Horní Svanetie.
Oficiálním názvem obce je Vesnický okrsek Druhá Otobaja (rusky сельская администрация Отобая Вторая, abchazsky Аҩбатәи Отобаиа ақыҭа ахадара). Za časů Sovětského svazu se okrsek jmenoval Meore-Otobajský selsovět (Меоре-Отобаиский сельсовет).
V obci se do roku 2017 nacházel hraniční přechod z Abcházie do Gruzie.

## Historie
Otobaja byla v minulosti součástí gruzínského historického regionu Samegrelo, od 17. století Samurzakanu. Po vzniku Sovětského svazu byla vesnice součástí Abchazské ASSR a spadala pod okres Gali. Téměř celá populace byla gruzínské národnosti.
Během války v Abcházii v letech 1992–1993 byla obec ovládána gruzínskými vládními jednotkami a po skončení bojů se obyvatelstvo ocitlo pod vládou separatistické Abcházie.
Dle Moskevských dohod z roku 1994 o klidu zbraní а o rozdělení bojujících stran byla Gagida začleněna do nárazníkové zóny, kde se o bezpečnost staraly mírové vojenské jednotky SNS v rámci mise UNOMIG. Mírové sbory Abcházii opustily poté, kdy byla v roce 2008 Ruskem uznána nezávislost Abcházie. Na hranici s obcí První Otobaja byla zřízená ruská vojenská základna, jejíž personál se na konci roku 2008 přesunul do nových prostor v Pičoře, a tak ji Rusové přenechali abchazské pohraniční stráži. V roce 2011 bylo v Otobaji vybudováno nové malé sídliště pro ruské pohraničníky, hlídající hranici s Gruzií.
V roce 2007 zde došlo k neštěstí, když dva chlapci nalezli u řeky Inguri nastraženou minu a pokusili se ji rozebrat. Následný výbuch okamžitě usmrtil jednoho z nich, kterému bylo 13 let, a druhého vážně zranil.
V lednu 2017 došlo k protestům proti plánovanému uzavření zdejšího hraničního přechodu s Gruzií, který používali místní k přechodu do zaměstnání či za obchodem nebo děti do školy v Orsantii, kde bylo k dispozici kvalitnější vzdělání než v abchazských školách, či jej využívali Gruzíni z Gruzie k návštěvě příbuzných na jihu galského okresu. Most přes řeku Inguri, zvaný jako stanoviště Bgoura, byl uzavřen v březnu toho roku.

## Obyvatelstvo
Dle nejnovějšího sčítání lidu z roku 2011 je počet obyvatel této obce 979 a jejich složení následovné:
- 970 Gruzínů (99,1 %)
- 4 Rusové (0,4 %)
- 3 Abchazové (0,3 %)
- 2 příslušníci ostatních národností (0,2 %)

Před válkou v Abcházii žilo v obci a celém Meore-Otobajském selsovětu 642 obyvatel. Tedy došlo k prudkému nárůstu obyvatel oproti stavu před válkou.